# Amphoe Nong Hin
Amphoe Nong Hin (Thai: อำเภอ หนองหิน, Aussprache: ʔāmpʰɤ̄ː nɔ̌ːŋ hǐn) ist ein Landkreis (Amphoe – Verwaltungs-Distrikt) in der  Provinz Loei. Die Provinz Loei liegt im nordwestlichen Teil der Nordostregion von Thailand, dem so genannten Isan.

## Geographie
Benachbarte Landkreise und Gebiete sind (von Norden im Uhrzeigersinn): die Amphoe Wang Saphung, Pha Khao, Phu Kradueng und Phu Luang. Alle Amphoe liegen in der Provinz Loei.

## Geschichte
Nong Hin wurde am 1. Juli 1997 zunächst als „Zweigkreis“ (King Amphoe) eingerichtet, indem sein Gebiet vom Amphoe Phu Kradueng abgetrennt wurde.
Am 15. Mai 2007 hatte die thailändische Regierung beschlossen, alle 81 King Amphoe in den einfachen Amphoe-Status zu erheben, um die Verwaltung zu vereinheitlichen.
Mit der Veröffentlichung in der Royal Gazette „Issue 124 chapter 46“ vom 24. August 2007 trat dieser Beschluss offiziell in Kraft.

## Verwaltung

### Provinzverwaltung
Der Landkreis Nong Hin ist in drei Tambon („Unterbezirke“ oder „Gemeinden“) eingeteilt, die sich weiter in 34 Muban („Dörfer“) unterteilen.
| Nr. | Name     | Thai   | Muban | Einw.  |
| --- | -------- | ------ | ----- | ------ |
| 1.  | Nong Hin | หนองหิน | 14    | 10.523 |
| 2.  | Tat Kha  | ตาดข่า  | 05    | 04.151 |
| 3.  | Puan Phu | ปวนพุ   | 15    | 09.951 |

### Lokalverwaltung
Es gibt eine Kommune mit „Kleinstadt“-Status (Thesaban Tambon) im Landkreis:
- Nong Hin (Thai: เทศบาลตำบลหนองหิน) bestehend aus Teilen des Tambon Nong Hin.

Außerdem gibt es drei „Tambon-Verwaltungsorganisationen“ (องค์การบริหารส่วนตำบล – Tambon Administrative Organizations, TAO):
- Nong Hin (Thai: องค์การบริหารส่วนตำบลหนองหิน) bestehend aus Teilen des Tambon Nong Hin.
- Tat Kha (Thai: องค์การบริหารส่วนตำบลตาดข่า) bestehend aus dem kompletten Tambon Tat Kha.
- Puan Phu (Thai: องค์การบริหารส่วนตำบลปวนพุ) bestehend aus dem kompletten Tambon Puan Phu.